# Sierra de Escorial
Sierra de Escorial este o arie protejată (arie specială de conservare — SAC, sit de importanță comunitară — SCI) din Spania întinsă pe o suprafață de 663,3 ha, integral pe uscat.

## Localizare
Centrul sitului Sierra de Escorial este situat la coordonatele 39°06′25″N 5°06′19″W / 39.106944°N 5.105278°V.

## Înființare
Situl Sierra de Escorial a fost declarat sit de importanță comunitară în decembrie 1997 pentru a proteja 17 specii de animale. Situl a fost protejat și ca arie specială de conservare în mai 2015.

## Biodiversitate
Situată în ecoregiunea mediteraneană, aria protejată conține 5 habitate naturale: Tufărișuri termo-mediteraneene și de pre-deșert, Păduri de Quercus ilex și Quercus rotundifolia, Grohotișuri termofile și vest-mediteraneene, Pante stâncoase silicioase cu vegetație casmofită, Lande oro-mediteraneene cu formațiuni endemice de grozamă.
La baza desemnării sitului se află mai multe specii protejate:
- păsări (14): uliu porumbar (Accipiter gentilis), uliu păsărar (Accipiter nisus), acvilă de munte (Aquila chrysaetos), buha (Bubo bubo), șerpar (Circaetus gallicus), lăstun de casă (Delichon urbica), vulturul pleșuv sur (Gyps fulvus), acvilă pitică (Hieraaetus pennatus), ciocârlie de pădure (Lullula arborea), pitulice de munte (Phylloscopus bonelli), pitulice de munte (Phylloscopus collybita), Pyrrhocorax pyrrhocorax, silvie de tufiș (Sylvia undata), Tachymarptis melba
- mamifere (1): râs iberic (Lynx pardinus)
- nevertebrate (1): fluturele auriu (Euphydryas aurinia)
- reptile (1): Mauremys leprosa

Pe lângă speciile protejate, pe teritoriul sitului au mai fost identificate 2 specii de plante, 1 specie de nevertebrate.